# Crematogaster stollii
Crematogaster stollii är en myrart som beskrevs av Auguste-Henri Forel 1885. Crematogaster stollii ingår i släktet Crematogaster och familjen myror.

## Underarter
Arten delas in i följande underarter:
- C. s. amazonensis
- C. s. autruni
- C. s. guianensis
- C. s. stollii